# South Derbyshire
Il South Derbyshire è un distretto del Derbyshire, Inghilterra, Regno Unito, con sede a Swadlincote.
Il distretto fu creato con il Local Government Act 1972, il 1º aprile 1974 dalla fusione del distretto urbano di Swadlincote con il distretto rurale di Repton e parte del distretto rurale del South East Derbyshire.

## Parrocchie civili
Le parrocchie del distretto, che non coprono l'area del capoluogo, sono:
- Ash
- Aston upon Trent
- Barrow upon Trent
- Barton Blount
- Bearwardcote
- Bretby
- Burnaston
- Calke
- Castle Gresley
- Catton
- Cauldwell
- Church Broughton
- Coton in the Elms
- Dalbury Lees
- Drakelow
- Egginton
- Elvaston
- Etwall
- Findern
- Foremark
- Foston and Scropton
- Hartshorne
- Hatton
- Hilton
- Hoon
- Ingleby
- Linton
- Lullington
- Marston on Dove
- Melbourne
- Netherseal
- Newton Solney
- Osleston and Thurvaston
- Overseal
- Radbourne
- Repton
- Rosliston
- Shardlow and Great Wilne
- Smisby
- Stanton by Bridge
- Stenson Fields
- Sutton on the Hill
- Swarkestone
- Ticknall
- Trusley
- Twyford and Stenson
- Walton upon Trent
- Weston upon Trent
- Willington
- Woodville